# Тавров, Юрий Петрович
Юрий Петрович Тавров (укр. Юрій Петрович Тавров; 2 июля 1938, Лучин, Украинская ССР, СССР — 4 июля 2010, Одесса, Украина) — украинский советский актёр. Самая известная работа в кино — роль кузнеца Вакулы в фильме «Вечера на хуторе близ Диканьки».

## Биография

### Происхождение
Родился 2 июля 1938 года в селе Лучин Попельнянского района Житомирской области. Окончил актёрскую студию. Снимался в фильмах с 1961 по 1975 год. По семейным обстоятельствам был вынужден уйти из киноиндустрии. После четырнадцатилетней карьеры в кино работал строителем, а в последние годы — маляром в Одесской государственной академии строительства и архитектуры. 
Всю жизнь прожил в Одессе. Был дважды женат.  
Похоронен актер на 2-м Христианском кладбище Одессы в секции 17.  

### Работа в кино
Роль кузнеца Вакулы в фильме «Вечера на хуторе близ Диканьки» была для актёра первой — дипломной — работой, и осталась практически единственной самой яркой его работой. Дальнейшая кинематографическая судьба у актёра не сложилась, после нескольких эпизодичных ролей ушёл из кино.
Жил в Одессе, дважды женился и развёлся, из-за глаукомы ослеп на правый глаз, пристрастился к алкоголю, работал штукатуром-маляром в ЖЭУ:

Когда по телевизору показывали «Вечера на хуторе близ Диканьки», телевизор Юрий Тавров не включал…
Исполнение дебютной роли студентом-первокурсником было высоко оценено критикой:

В фильме запоминаются двое молодых — Л. Мызникова (Оксана) и Ю. Тавров (кузнец Вакула). Они оба дебютанты в кино. <...> Ю. Тавров — студент первого курса актёрского факультета Киевского государственного института театрального искусства имени Карпенко-Карого. Он сдержан, лаконичен в изобразительных средствах; ему удаются даже самые крупные планы, где актёру помогает развита мимическая техника. Выразительные глаза словно излучают мысли. 
Оригинальный текст (укр.)У фільмі запам'ятовуються двоє молодих — Л. Мизнікова (Оксана) та Ю. Тавров (коваль Вакула). Вони обоє дебютанти в кіно. <...> Ю. Тавров учиться зараз на першому курсі акторського факультету Київського державного інституту театрального мистецтва імені І. Карпенка-Карого. Він стриманий, лаконічний у зображувальних засобах; йому вдаються навіть  найвідповідальніші крупні плани, де акторові допомагає розвинена мімічна техніка. Виразні очі наче випромінюють думки.
— Лесь Танюк

## Фильмография
| Год  |   | Название                       | Роль                       |
| ---- | - | ------------------------------ | -------------------------- |
| 1961 | ф | Вечера на хуторе близ Диканьки | кузнец Вакула              |
| 1964 | ф | Наш честный хлеб               | член правления Миша        |
| 1970 | ф | Меж высоких хлебов             | Богдан, сын Павла          |
| 1973 | с | Старая крепость                | Турунда                    |
| 1974 | ф | Прощайте, фараоны!             | милиционер                 |
| 1975 | ф | Весна двадцать девятого        | Тиша, рабочий с Полтавщины |
| 1975 | ф | Порт                           | подпольщик                 |